# Skänninge konvent

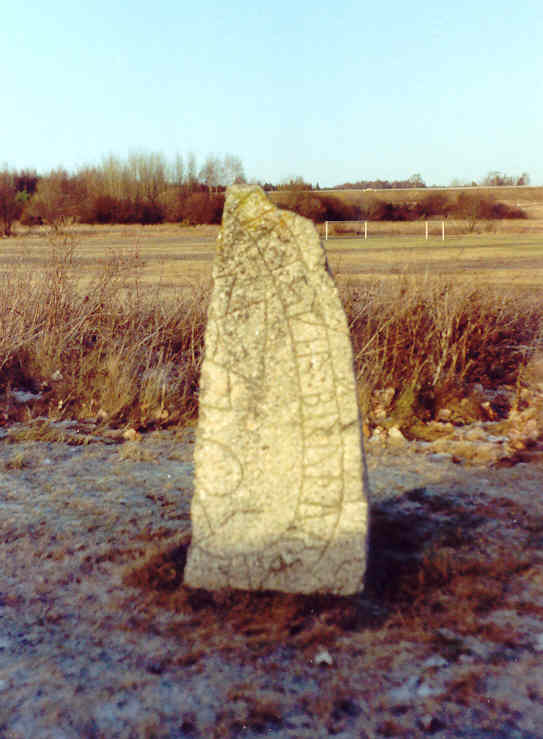
En halv runsten vid S:ta Ingrids kloster. En gång har det stått då runstenen var hel: "Östen reste denna sten efter Eskil, sin broder".

Skänninge konvent är ett samlingsnamn på två dominikanska konvent, ett manligt och ett kvinnligt, som låg i Skänninge i Östergötland. Konventet anlades som landets andra under 1200-talet, och Sankta Ingrids reliker skrinlades här 1507. 

## Klosterstaden
Det gick illa för Skänninge under slutet av medeltiden, men Skänninge skulle ha klarat sig bättre om inte reformationen hade kommit emellan[källa behövs]. Stadens två dominikankonvent hade nämligen konserverat Skänninge som kyrkostad. Skänninges både dominikankonvent betydde mycket för staden och flera stora tilldragelser under medeltiden skedde i dominikanernas regi.

## Konventet

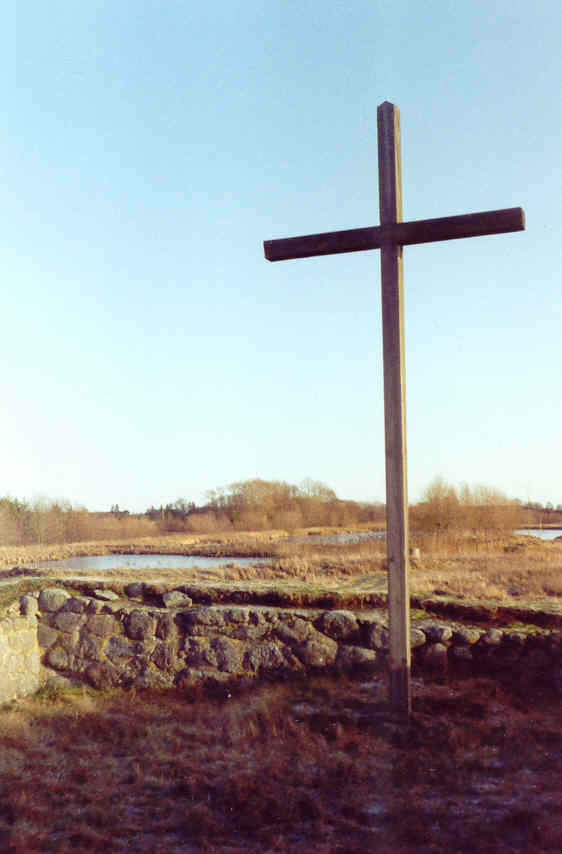
Hospitalet i Skänninge, Sveriges första sjukhus.

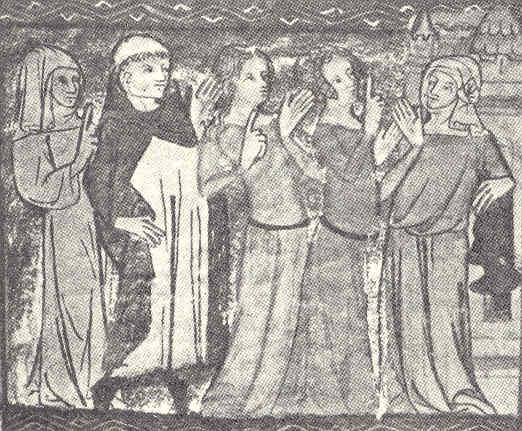
Tillsammans med en grupp rika och fromma kvinnor öppnade Petrus de Dacia ett av landets två kvinnliga dominikankonvent i Skänninge.

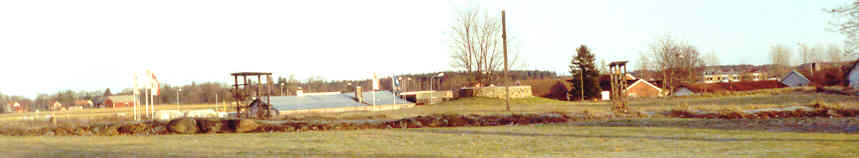
Ruinerna efter S:ta Ingrids kloster i Skänninge.

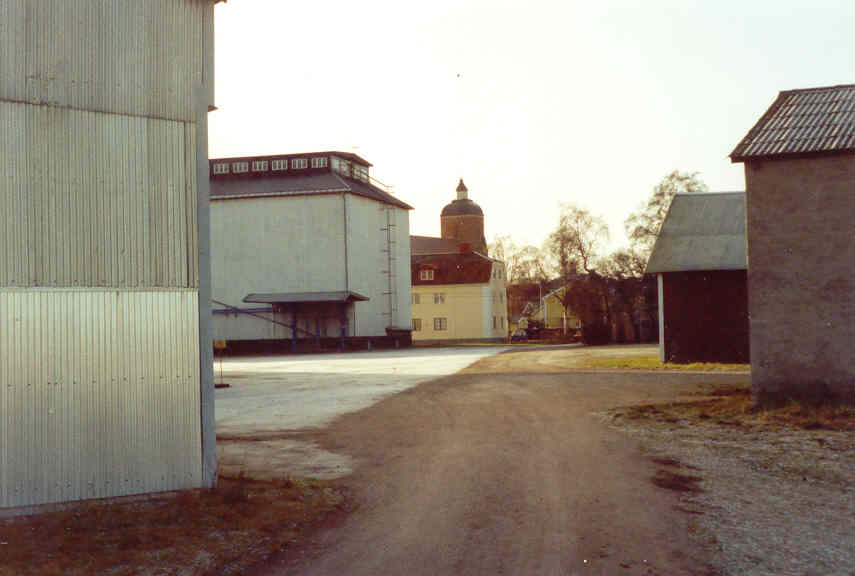
Här bland industri- och ladugårdsbyggnader fanns Sveriges äldsta tegelbyggnad, S:t Olofs kloster i Skänninge. Allt av dominikankonventet har fram till år 2004 funnits under jord, men i samband med nyligen gjorda markradarsvepningar och utgrävningar har man kommit fram till att konventskyrkan var omkring 45 meter lång och cirka 17 meter lång, lika stor som Vårfrukyrkan som ännu står kvar vid torget i Skänninge. Konventskyrkan låg på ett av tre höjdlägen i staden, på de andra fanns Sankta Ingrids kloster och Allhelgonakyrkan. S:t Olofs kyrkport fanns mot väster där järnvägsspåret mellan Mjölby och Motala passerar, vars dubbelspår har föranlett en flerårig utgrävning av Skänninge.

### Historik
Dominikanerna kom till Skänninge under första hälften av 1200-talet, då landets andra konvent efter Visby öppnades. År 1237 grundades Sankt Olofs brödrakonvent. Det är möjligt att det byggdes på lämningarna av ett ofullbordat cistercienserkloster från 1150-talet. Man vet inte för en ladugård står över lämningarna och resultat saknas av arkeologiska undersökningar.
S:t Olofs konvent var ett för dominikanerna ovanligt namn. Namnet hade ett samband med att årets största marknad - Skänninge marken - hölls vid Olofsmässan i slutet av juli. Jungfru Maria var annars huvudpatron för dominikanerna och vid sidan om fanns Petrus Martyren och Maria Magdalena som dominikanernas beskyddare. Under 1270-talet grundades det efter lokalhelgonet namngivna S:ta Ingrids systrakonvent, som vanligen kallas Skänninge nunnekloster. Det byggdes vid Sankt Martins kyrka, som troligen tidigare varit sockenkyrka. Man byggde in den gamla kyrkan i konventskomplexet.
Skänninge hade på kort tid fått sina två dominikankonvent och var en av den dominikanska provinsen Dacias viktigaste kyrkoorter (Dacia omfattade hela Norden). I staden reste sig många kyrkobyggnader, det vill säga två kloster, en tysk och en svensk stadskyrka (den senare hette Allhelgonakyrkan) jämte ett antal mindre kapell. Dominikanerna valde att bosätta sig i städerna, till skillnad mot de äldre klosterordnarna. Man önskade att vara där de stora besluten fattades, transaktionerna genomfördes och människorna strålade samman.
Petrus de Dacia vistades cirka sju år i stadens brödrakonvent och man kan spåra honom i ett av initiativen till grundandet av S:ta Ingrids systrakonvent. Tillsammans med en grupp rika och fromma kvinnor öppnade hab i Skänninge han det ena av landets två kvinnliga dominikankonvent. Det andra fanns i Kalmar.
Det manliga konventet kom med tiden i skymundan av det kvinnliga av flera orsaker. En av dessa var den på medeltiden förödande elden. År 1288, 1291, 1447 och 1466 härjades brödrakonventet av de röda flammorna. Det försvagade konventets ekonomi och inte blev det bättre att stormannafamiljerna hellre valde S:ta Ingrids konvent som sina sista viloplatser och därmed skänkte stora gåvor till systrakonventet.
S:ta Ingrid vallfärdade till Rom flera gånger under sitt liv. Hon vigde sitt liv som änka åt Gud och det konvent hon grundat i Skänninge. Efter hennes död började folk vallfärda till Skänninge och hon blev närpå helgonförklarad i landet. Det innebar en god ekonomi för systrakonventet och den blev ännu bättre när systrakonventet i Kalmar år 1504 flyttades till Skänninge efter otaliga krigsslag i östliga Småland. S:ta Ingrids konvent fick nu disponera över kalmarkonventets jordegendomar och övriga tillgångar och privilegier.
S:ta Ingrid kanoniserades inte, men påven medgav att hon fick translationeras. Det innebar en skrinläggning av hennes kvarlevor och den ägde rum år 1507. Stora festligheter hölls och det var en av dominikanernas sista glädjetillfällen tills reformationen genomfördes.
Den siste ägaren till Bjälbo, kung Magnus Eriksson, skänkte detta gods till S:ta Ingrids kloster i Skänninge 1335.